# Buenavista, La Independencia
Buenavista är en ort i Mexiko.   Den ligger i kommunen La Independencia och delstaten Chiapas, i den sydöstra delen av landet, 800 km öster om huvudstaden Mexico City. Buenavista ligger 1 525 meter över havet och antalet invånare är 1 403.
Terrängen runt Buenavista är huvudsakligen platt, men norrut är den kuperad. Runt Buenavista är det ganska glesbefolkat, med 43 invånare per kvadratkilometer. Närmaste större samhälle är Las Margaritas, 7,8 km norr om Buenavista. I omgivningarna runt Buenavista växer huvudsakligen savannskog.